# Liste der denkmalgeschützten Objekte in Sölk
Die Liste der denkmalgeschützten Objekte in Sölk enthält die 11 denkmalgeschützten, unbeweglichen Objekte der Gemeinde Sölk im steirischen Bezirk Liezen.

## Denkmäler
| Foto  |                 | Denkmal                                                                                  | Standort                                        | Beschreibung | Metadaten |
| ----- | --------------- | ---------------------------------------------------------------------------------------- | ----------------------------------------------- | --- | --- |
| ja    | Datei hochladen | Kath. Pfarrkirche hl. Leonhard HERIS-ID: 51490 Objekt-ID: 57148                          | Großsölk Standort KG: Großsölk                  | → Hauptartikel : Pfarrkirche Großsölk f1                                                                                             | BDA-Hist.: Q38045412 Status: § 2a Stand der BDA-Liste: 2025-06-30 Name: Kath. Pfarrkirche hl. Leonhard GstNr.: .33 Kath. Pfarrkirche hl. Leonhard Großsölk                        |
| ja    | Datei hochladen | Leonhardkreuz HERIS-ID: 88893 Objekt-ID: 103481                                          | Großsölk Standort KG: Großsölk                  | | BDA-Hist.: Q37728455 Status: § 2a Stand der BDA-Liste: 2025-06-30 Name: Leonhardkreuz GstNr.: 1029/16                                                                             |
| ja    | Datei hochladen | Anlage Niederschloss Großsölk HERIS-ID: 88886 Objekt-ID: 103473seit 2014                 | Großsölk 1 Standort KG: Großsölk                | | BDA-Hist.: Q37728403 Status: Bescheid Stand der BDA-Liste: 2025-06-30 Name: Anlage Niederschloss Großsölk GstNr.: .30, .34, 585, .31 Niederschloss Großsölk                       |
| ja    | Datei hochladen | Pfarrhof, ehem. Schloss HERIS-ID: 51491 Objekt-ID: 57150                                 | Großsölk 55 Standort KG: Großsölk               | → Hauptartikel : Schloss Großsölk f1                                                                                                 | BDA-Hist.: Q38045423 Status: § 2a Stand der BDA-Liste: 2025-06-30 Name: Pfarrhof, ehem. Schloss GstNr.: .32 Schloss Großsölk                                                      |
| ja    | Datei hochladen | Kath. Filialkirche Stein an der Enns HERIS-ID: 88884 Objekt-ID: 103471                   | bei Stein an der Enns 43 Standort KG: Großsölk  | | BDA-Hist.: Q37728380 Status: § 2a Stand der BDA-Liste: 2025-06-30 Name: Kath. Filialkirche Stein an der Enns GstNr.: .466 Kath Filialkirche Stein an der Enns                     |
| ja    | Datei hochladen | Kath. Pfarrkirche Kreuzauffindung HERIS-ID: 51590 Objekt-ID: 57274                       | Kleinsölk 76 Standort KG: Kleinsölk             | → Hauptartikel : Pfarrkirche Kleinsölk f1                                                                                            | BDA-Hist.: Q38046187 Status: § 2a Stand der BDA-Liste: 2025-06-30 Name: Kath. Pfarrkirche Kreuzauffindung GstNr.: .57, .56 Church of Kleinsölk                                    |
| ja    | Datei hochladen | Kriegerdenkmal HERIS-ID: 88866 Objekt-ID: 103453                                         | Sankt Nikolai Standort KG: St. Nikolai          | Im Kriegerdenkmal für die Gefallenen der beiden Weltkriege befindet sich eine Statue des hl. Nikolaus von Ende des 15. Jahrhunderts. | BDA-Hist.: Q37728128 Status: § 2a Stand der BDA-Liste: 2025-06-30 Name: Kriegerdenkmal GstNr.: 1531                                                                               |
| ja    | Datei hochladen | Kath. Pfarrkirche hl. Nikolaus HERIS-ID: 51871 Objekt-ID: 57680                          | Sankt Nikolai Standort KG: St. Nikolai          | → Hauptartikel : Pfarrkirche St. Nikolai im Sölktal f1                                                                               | BDA-Hist.: Q17265542 Status: § 2a Stand der BDA-Liste: 2025-06-30 Name: Kath. Pfarrkirche hl. Nikolaus GstNr.: .1 Pfarrkirche hl. Nikolaus, Sankt Nikolai im Sölktal              |
| ja    | Datei hochladen | Bauernhofanlage vulgo Bergler, ehem. Mauthaus HERIS-ID: 88869 Objekt-ID: 103456seit 2014 | Sankt Nikolai 196, bei Standort KG: St. Nikolai | | BDA-Hist.: Q37728151 Status: Bescheid Stand der BDA-Liste: 2025-06-30 Name: Bauernhofanlage vulgo Bergler, ehem. Mauthaus GstNr.: .39 Bauernhof Bergler, Sankt Nikolai im Sölktal |
| ja    | Datei hochladen | Heimatmuseum, ehem. Mesnerhaus HERIS-ID: 88875 Objekt-ID: 103462                         | Sankt Nikolai 125 Standort KG: St. Nikolai      | | BDA-Hist.: Q37728253 Status: § 2a Stand der BDA-Liste: 2025-06-30 Name: Heimatmuseum, ehem. Mesnerhaus GstNr.: .4 Heimatmuseum Sankt Nikolai im Sölktal                           |
| ja BW | Datei hochladen | Friedhof mit Initienkapellen HERIS-ID: 88832 Objekt-ID: 103416                           | Sankt Nikolai 126 Standort KG: St. Nikolai      | | BDA-Hist.: Q37727849 Status: § 2a Stand der BDA-Liste: 2025-06-30 Name: Friedhof mit Initienkapellen GstNr.: 19 Pfarrkirche hl. Nikolaus, Sankt Nikolai im Sölktal                |